# Poppenbüll
Poppenbüll est une commune d'Allemagne, située dans le Land du Schleswig-Holstein et l'arrondissement de Frise-du-Nord.

## Personnalités liées à la ville
- Eggert Reeder (1894-1959), homme politique né à Poppenbüll.